# Click-B
Click-B（클릭비、クリックビー）は、韓国の7人組男性アイドルグループである。
韓国アイドル界第1世代。
ファンクラブおよびファンの総称は『NIZI』(ニジ)。公式応援カラーは緑色。

## 略歴
1999年8月、DSPエンターテインメント(現・DSPメディア)からSechskies、Fin.K.Lに続くアイドルグループとして7人組のロックバンドスタイルでデビュー。当時、DSPエンターテインメント(現・DSPメディア)はSMエンタテインメントのH.O.T.の5人に対してSechskiesの6人、S.E.S.の3人に対しFin.K.Lの4人とSM所属グループより1名多いメンバー数で対抗馬的にデビューさせていたために、98年にやはりSMからデビューした6人組グループ神話の対抗馬としてデビューさせたと言われていた。
2002年、3.5集の活動終了後にリードボーカルのユ・ホソク、ドラマーのハ・ヒョンゴン、ギタリストのノ・ミンヒョクが契約満了の為脱退。バンドスタイルの継続が不可能となり4人組ダンスグループとして再編成した。元SechskiesメンバーでボーカルデュオJ-walkのキム・ジェドク、チャン・スウォンと共にプロジェクトグループJNCを結成するなど活動を継続したが、2005年にメンバーが飲酒運転により拘束されたために活動休止、事実上の解散状態となった。
2011年以降、メインボーカルのオ・ジョンヒョクとギタリストのノ・ミンヒョクが活動するバンドAshgray、ドラマーのハ・ヒョンゴンの別名義ハ・ヒョンゴンファクトリーの合同コンサートやファンミーティングに7人全員で参加等のイベント的な活動をしていた。
2015年10月21日、デビュー当時のメンバー7名でシングルアルバム「Reborn」を発表し活動を再開。2015年11月から12月に掛けて、全国3か所(ソウル、大邱、釜山)でコンサートツアーを開催した。

## メンバー
| 名前                                 | |
| ------------------------------------ | --- |
| カンフ（강후）(本名：キム・テヒョン) | - 生年月日 : 1981年3月19日（44歳） - 出身地 : 大韓民国 ソウル特別市 - ポジション : リーダー、リードボーカル、キーボード |
| ウ・ヨンソク（우연석）               | - 生年月日 : 1980年5月13日（45歳） - 出身地 : 大韓民国 ソウル特別市 - ポジション : メインラッパー, サブボーカル |
| オ・ジョンヒョク（오종혁）           | - 生年月日 : 1983年2月16日（42歳） - 出身地 : 大韓民国 ソウル特別市 - ポジション : メインボーカル、ベース - ミュージカル俳優としても活動。2011年4月に大韓民国海兵隊に入隊、2013年2月に海兵隊捜索隊を転役除隊した。                                       |
| キム・サンヒョク（김상혁）           | - 生年月日 : 1983年5月7日（42歳） - 出身地 : 大韓民国 ソウル特別市 - ポジション : サブラッパー、サブボーカル - 既婚 |
| ハ・ヒョンゴン（하현곤）             | - 生年月日 : 1983年11月28日（41歳） - 出身地 : 大韓民国 釜山広域市 - ポジション : ドラム - 2002年の脱退以降はハ・ヒョンゴン名義でプロドラマーとして自身の音楽プロジェクトを展開活動。                                                                    |
| ユ・ホソク（유호석）                 | - 生年月日 : 1983年12月8日（41歳） - 出身地 : 大韓民国 京畿道南楊州市 - ポジション : リードボーカル - 2002年に脱退後は家業を継ぐために米国に留学したが、ジャズに傾倒し専攻をジャズに転科。2007年にEVANとしてソロ歌手デビューし、日本でも活動をしている。 |
| ノ・ミンヒョク（노민혁）             | - 生年月日 : 1983年12月24日（41歳） - 出身地 : 大韓民国 釜山広域市 - ポジション : ギター - 2002年の脱退以降はギタリストとしての活動に専念し、2009年から2人組バンドAshgrayとしても活動している。                                                          |

## ディスコグラフィー

### 正規アルバム
- 1999年8月: 正規1集Click-B 1st
- 2000年6月: 正規2集Challenge
- 2001年3月: 正規3集Click-B 3集
- 2001年11月: 3.5集너에게(君に)
- 2003年2月: 正規4集Cowboy

### ベストアルバム・リメイクアルバム
- 2004年1月: ベストアルバムThe Best Of Click-B
- 2006年6月：リメイクアルバムSmile

### シングル
- To Be Continued (2011年4月)
- 빈 자리(空席) (2011年9月)
- Click-B 1st Single Album `REBORN` (2015年10月)

## 受賞歴

### 年次授賞式
| 年度   | 受賞歴                                                                                                  |
| ------ | --- |
| 2000年 | - ソウル歌謡大賞人気賞 - Mnet JAPAN VIEWERS CHOICE部門受賞 - Mnetミュージックビデオフェスティバル人気賞 |
| 2001年 | - SBS歌謡大賞人気賞 - ソウル歌謡大賞人気賞 - KMTV歌謡大典本賞                                           |
| 2003年 | - コリアンミュージックアワード今年の歌手賞                                                              |

### 歌謡プログラム 1位
| 年度   | 受賞歴                                                |
| ------ | ----------------------------------------------------- |
| 2001年 | - 百戦無敗(백전무패) - 6月17日 SBS 《人気歌謡》 1位   |
| 2003年 | - Cowboy - 3月16日 SBS 《人気歌謡》ミュティズンソング |